# بیژن کبیری
بیژن کبیری سرهنگ ارتش ایران و فاتح عملیات جنوب و شکست حصر آبادان در جنگ ایران و عراق و فرمانده یگان‌های تکاور هوابرد معروف به کلاه سبزها بود.

## عضویت در شبکه مخفی حزب توده ایران
سرهنگ کبیری عضو شبکه مخفی نظامیان حزب توده ایران بود. او در جریان انقلاب ۱۳۵۷ ایران، پادگان کلاه سبزها را بدون درگیری، به انقلابیون تحویل داده بود. این یگان هم‌چون گارد جاویدان در وفاداری به شاه در ارتش شاهنشاهی ایران معروف بود.
او در عملیات‌های اطلاعاتی نظام تازه‌تأسیس جمهوری اسلامی مشارکت داشت و نقش مهمی را در به تور انداختن اطلاعاتی صادق قطب‌زاده بازی کرد. کبیری با نزدیک شدن به صادق قطب زاده، گفتگوهای او را ضبط کرده و با واسطه سران حزب توده برای ری شهری برده بود که این اقدام موجب دستگیری قطب زاده و خلع لباس آیت الله شریعتمداری شد.

## سرانجام
خود او پس از افشای عضویت در سازمان نظامی حزب توده ایران، دستگیر و در تاریخ ۶ اسفند ۱۳۶۲ به حکم علی یونسی اعدام شد.